# Seznam dílů seriálu Bionická žena
Toto je seznam dílů seriálu Bionická žena.

## Přehled řad
| Řada | Díly | Premiéra v USA | Premiéra v USA     | Premiéra v ČR     | Premiéra v ČR  |
| Řada | Díly | První díl      | Poslední díl       | První díl         | Poslední díl   |
| ---- | ---- | -------------- | ------------------ | ----------------- | -------------- |
| 1    | 8    | 26. září 2007  | 28. listopadu 2007 | 12. července 2015 | 30. srpna 2015 |

## Seznam dílů
| Č. v seriálu | Původní název                  | Český název       | Režie                 | Scénář                    | Premiéra v USA     | Premiéra v ČR     |
| ------------ | ------------------------------ | ----------------- | --------------------- | ------------------------- | ------------------ | ----------------- |
| 1            | Second Chances                 | Bionická žena     | Michael Dinner        | Laeta Kalogridis          | 26. září 2007      | 12. července 2015 |
| 2            | Paradise Lost                  | Útok na Paradise  | Tim Matheson          | Jason Smilovic            | 3. října 2007      | 19. července 2015 |
| 3            | Sisterhood                     | Sestry            | Steve Boyum           | David Eick                | 10. října 2007     | 26. července 2015 |
| 4            | Faceoff                        | Střet             | Paul Shapiro          | Jon Cowan a Robert Rovner | 17. října 2007     | 2. srpna 2015     |
| 5            | The Education of Jaime Sommers | Vražedný mikročip | Jonas Pate            | Elizabeth Heldens         | 24. listopadu 2007 | 9. srpna 2015     |
| 6            | The List                       | Seznam agentů     | David Boyd            | Bridget Carpenter         | 7. listopadu 2007  | 16. srpna 2015    |
| 7            | Trust Issues                   | Otázka důvěry     | Alex Chapple          | Kerry Ehrin               | 14. listopadu 2007 | 23. srpna 2015    |
| 8            | Do Not Disturb                 | Ani chvilka klidu | Gwyneth Horder-Payton | Jason Smilovic            | 28. listopadu 2007 | 30. srpna 2015    |